# Carl von Ossietzky

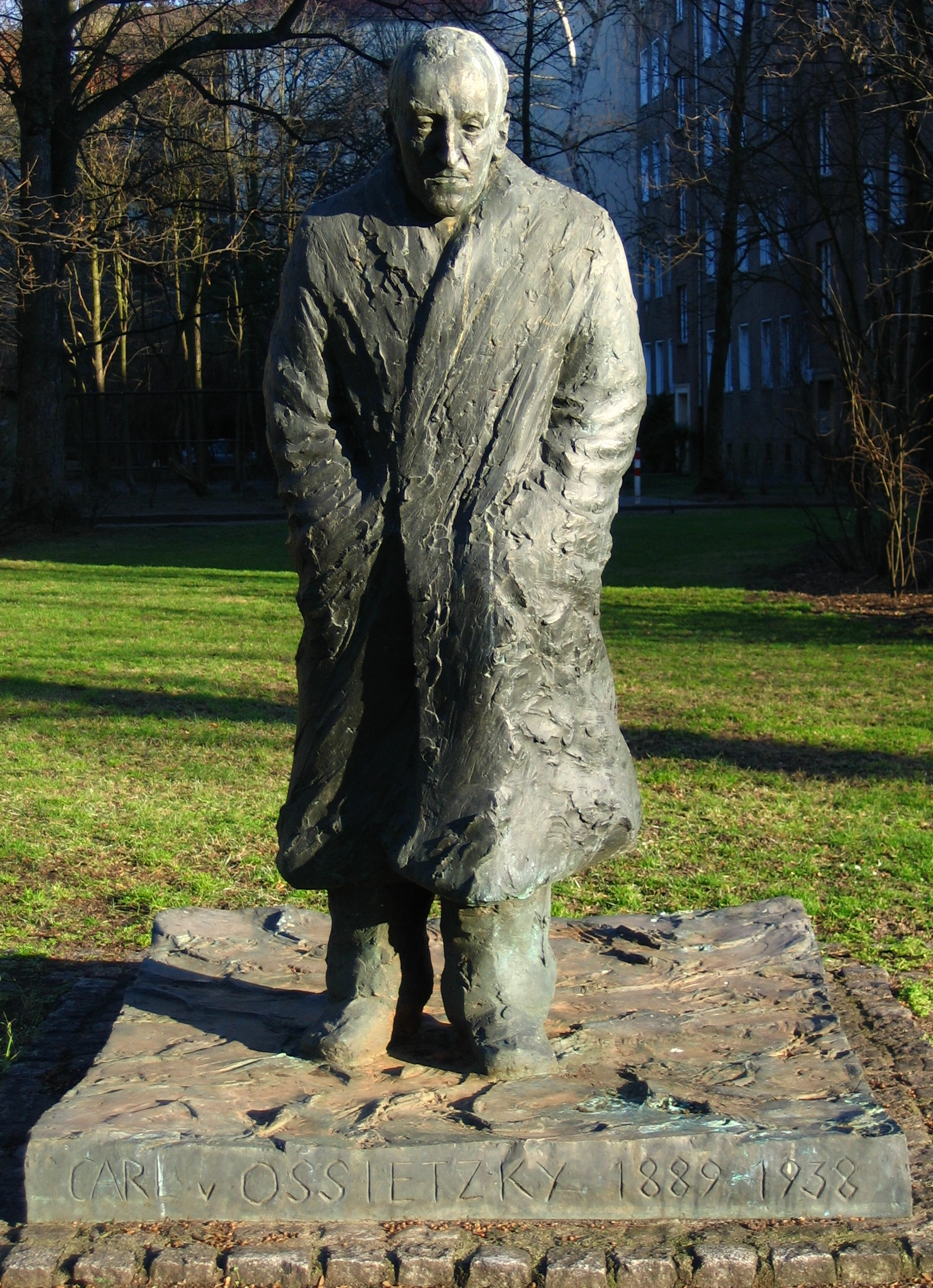
Memorial Carl von Ossitzky, a la ciutat de Berlín

Carl von Ossietzky (Hamburg, Alemanya, 1889 - Berlín, 1938) fou un periodista i pacifista alemany. El 1935 fou guardonat amb el Premi Nobel de la Pau.

## Primers anys
Nascut el 3 d'octubre de 1889 a Hamburg i sense haver acabat els estudis de periodisme va iniciar la seva carrera de periodista amb articles als diaris sobre teatre, feminisme i l'automobilització. Va ser membre de la societat pacifista fundada per l'austríac Alfred Hermann Fried, encara que va combatre en la Primera Guerra Mundial. Després de la guerra, es va erigir en un líder del pacifisme i va començar a col·laborar en diversos periòdics pacifistes.

## Crítiques al règim
El 1922 va fundar el moviment Nie Wieder Krieg (Mai més la Guerra) i va denunciar el rearmament secret que s'estava realitzant al seu país, Alemanya. Va ser sots-director del diari Volkszeitung a Berlín, i el 1927 va començar a dirigir el setmanari, de tendències esquerranes, Die Weltbühne, que va defensar el desarmament i la pau internacional.

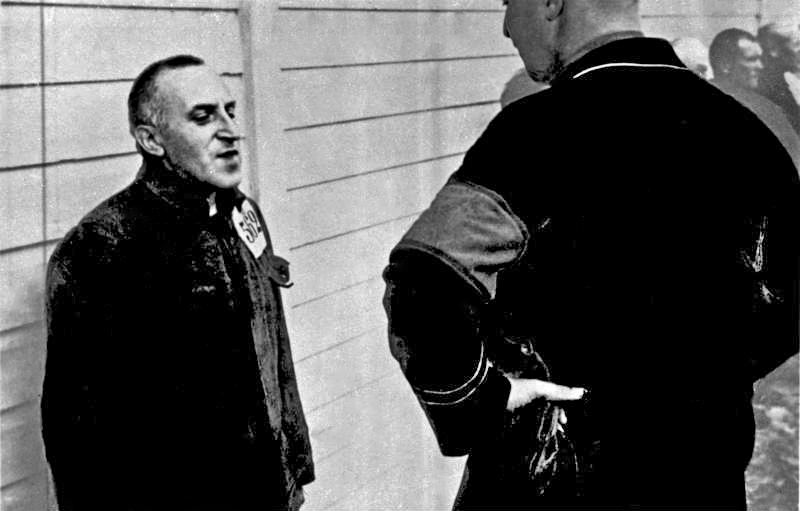
Carl von Ossietzky empresonat al Camp de concentració d'Esterwegen

El 1931 fou acusat d'un delicte d'altra traïció per part del règim militar alemany pels seus articles en els quals es revelaven secrets militars sent condemnat a 18 mesos de presó. L'any següent pogué abandonar la presó beneficiant-se d'una àmplia amnistia. No obstant això, l'arribada dels nazis al poder l'any 1933 va suposar que fos novament empresonat, donada la seva oposició al règim. Va passar tres anys en distints camps de concentració, on va emmalaltir de tuberculosi.
Mentrestant, va ser proposat a partir de 1934 per al Premi Nobel de la Pau per moltes personalitats, entre les quals es trobaven Albert Einstein, Romain Rolland i Thomas Mann. Un dels resultats de la mobilització internacional en favor de l'empresonat va consistir que fos traslladat el 1936 a un hospital a Berlín. A pesar de la pressió política des del règim nazi contra el comitè Nobel Noruec, li va ser concedit el premi Nobel l'any 1935.
El premi va ser pres per Adolf Hitler com una ofensa, per la qual cosa va prohibir que, des d'aquell moment, ciutadans alemanys acceptessin el premi. Ossietzky va morir el 4 de maig de 1938 d'una pneumònia a l'hospital de la presó sense haver rebut l'import del premi, que va desaparèixer en mans d'un advocat berlinès.